# 1198
Il 1198 (MCXCVIII in numeri romani) è un anno  del XII secolo.

## Eventi
- Viene eletto papa Innocenzo III al secolo Lotario de' Conti di Segni.
- Secondo Scipione Mazzella vi sarebbe stata una disastrosa eruzione della Solfatara di Pozzuoli, accompagnata da un possente e distruttivo terremoto. Recenti scavi archeologici effettuati a valle della Solfatara, hanno invece dimostrato l'infondatezza della notizia di questa eruzione. Probabilmente si trattò solo di una più vistosa attività fumarolica accompagnata da un'intensificata emissione di pillacchere (= schizzi di fango).
- Il 25 dicembre, alla cattedrale di Notre-Dame, viene eseguito l'organum Viderunt omnes di Pérotin.
- Federico II di Svevia, a quattro anni, rimasto orfano dei genitori viene affidato al papa Innocenzo III.
- Viene fondata Cuneo.

## Nati
- 24 agosto - Alessandro II di Scozia, re scozzese († 1249)
- Beatrice di Svevia, principessa sveva († 1212)
- Sorgaqtani Beki, principessa mongola († 1252)
- Koun Ejō, monaco buddista giapponese († 1280)
- Cunizza da Romano, nobildonna italiana
- Gherardo della Gherardesca, politico e militare italiano († 1268)
- Maria di Francia, francese († 1224)
- Sibilla di Lusignano, principessa cipriota
- Fujiwara no Tameie, poeta giapponese († 1275)

## Morti
- 8 gennaio - Papa Celestino III, papa, vescovo cattolico e cardinale italiano
- 14 gennaio - Oddone di Novara, presbitero, religioso e monaco cristiano italiano
- 11 marzo - Maria di Francia, contessa (n. 1145)
- 16 aprile - Federico I di Babenberg, nobile austriaco (n. 1175)
- 5 maggio - Sofia di Minsk, sovrana russa
- 23 giugno - Lanfranco Beccari, vescovo cattolico italiano
- 7 luglio - Giorgio II di Costantinopoli, arcivescovo ortodosso bizantino
- 24 luglio - Bertoldo di Hannover, abate e vescovo cattolico tedesco
- 17 agosto - Donato da Ripacandida, religioso italiano (n. 1179)
- 1º settembre - Dolce di Barcellona, sovrana (n. 1160)
- 10 settembre - Richard FitzNeal, vescovo cattolico e economista inglese (n. 1130)
- 27 novembre - Costanza d'Altavilla, nobile normanna (n. 1154)
- 27 novembre - Abraham Ben David, filosofo e rabbino francese
- 29 novembre - Al-'Aziz Uthman, sultano (n. 1171)
- 2 dicembre - Ruaidri mac Tairrdelbach Ua Conchobair, re irlandese
- 10 dicembre - Averroè, filosofo, medico e matematico arabo (n. 1126)
- Alice di Francia, nobile (n. 1151)
- Narsète Lampronese, teologo armeno (n. 1153)
- Tibors, trobairitz e poetessa francese
- Umfredo IV di Toron, nobile normanno
- Costantino II di Torres, nobile

## Calendario
| Calendario 1198 | Calendario 1198 | Calendario 1198 | Calendario 1198 | Calendario 1198 | Calendario 1198 | Calendario 1198 | Calendario 1198 | Calendario 1198 | Calendario 1198 | Calendario 1198 | Calendario 1198 | Calendario 1198 | Calendario 1198 | Calendario 1198 | Calendario 1198 | Calendario 1198 | Calendario 1198 | Calendario 1198 | Calendario 1198 | Calendario 1198 | Calendario 1198 | Calendario 1198 | Calendario 1198 | Calendario 1198 | Calendario 1198 | Calendario 1198 | Calendario 1198 | Calendario 1198 | Calendario 1198 | Calendario 1198 | Calendario 1198 | Calendario 1198 |
| --------------- | --------------- | --------------- | --------------- | --------------- | --------------- | --------------- | --------------- | --------------- | --------------- | --------------- | --------------- | --------------- | --------------- | --------------- | --------------- | --------------- | --------------- | --------------- | --------------- | --------------- | --------------- | --------------- | --------------- | --------------- | --------------- | --------------- | --------------- | --------------- | --------------- | --------------- | --------------- | --------------- |
|                 | 1               | 2               | 3               | 4               | 5               | 6               | 7               | 8               | 9               | 10              | 11              | 12              | 13              | 14              | 15              | 16              | 17              | 18              | 19              | 20              | 21              | 22              | 23              | 24              | 25              | 26              | 27              | 28              | 29              | 30              | 31              |                 |
| Gennaio         | Gi              | Ve              | Sa              | Do              | Lu              | Ma              | Me              | Gi              | Ve              | Sa              | Do              | Lu              | Ma              | Me              | Gi              | Ve              | Sa              | Do              | Lu              | Ma              | Me              | Gi              | Ve              | Sa              | Do              | Lu              | Ma              | Me              | Gi              | Ve              | Sa              |                 |
| Febbraio        | Do              | Lu              | Ma              | Me              | Gi              | Ve              | Sa              | Do              | Lu              | Ma              | Me              | Gi              | Ve              | Sa              | Do              | Lu              | Ma              | Me              | Gi              | Ve              | Sa              | Do              | Lu              | Ma              | Me              | Gi              | Ve              | Sa              |                 |                 |                 |                 |
| Marzo           | Do              | Lu              | Ma              | Me              | Gi              | Ve              | Sa              | Do              | Lu              | Ma              | Me              | Gi              | Ve              | Sa              | Do              | Lu              | Ma              | Me              | Gi              | Ve              | Sa              | Do              | Lu              | Ma              | Me              | Gi              | Ve              | Sa              | Do              | Lu              | Ma              |                 |
| Aprile          | Me              | Gi              | Ve              | Sa              | Do              | Lu              | Ma              | Me              | Gi              | Ve              | Sa              | Do              | Lu              | Ma              | Me              | Gi              | Ve              | Sa              | Do              | Lu              | Ma              | Me              | Gi              | Ve              | Sa              | Do              | Lu              | Ma              | Me              | Gi              |                 |                 |
| Maggio          | Ve              | Sa              | Do              | Lu              | Ma              | Me              | Gi              | Ve              | Sa              | Do              | Lu              | Ma              | Me              | Gi              | Ve              | Sa              | Do              | Lu              | Ma              | Me              | Gi              | Ve              | Sa              | Do              | Lu              | Ma              | Me              | Gi              | Ve              | Sa              | Do              |                 |
| Giugno          | Lu              | Ma              | Me              | Gi              | Ve              | Sa              | Do              | Lu              | Ma              | Me              | Gi              | Ve              | Sa              | Do              | Lu              | Ma              | Me              | Gi              | Ve              | Sa              | Do              | Lu              | Ma              | Me              | Gi              | Ve              | Sa              | Do              | Lu              | Ma              |                 |                 |
| Luglio          | Me              | Gi              | Ve              | Sa              | Do              | Lu              | Ma              | Me              | Gi              | Ve              | Sa              | Do              | Lu              | Ma              | Me              | Gi              | Ve              | Sa              | Do              | Lu              | Ma              | Me              | Gi              | Ve              | Sa              | Do              | Lu              | Ma              | Me              | Gi              | Ve              |                 |
| Agosto          | Sa              | Do              | Lu              | Ma              | Me              | Gi              | Ve              | Sa              | Do              | Lu              | Ma              | Me              | Gi              | Ve              | Sa              | Do              | Lu              | Ma              | Me              | Gi              | Ve              | Sa              | Do              | Lu              | Ma              | Me              | Gi              | Ve              | Sa              | Do              | Lu              |                 |
| Settembre       | Ma              | Me              | Gi              | Ve              | Sa              | Do              | Lu              | Ma              | Me              | Gi              | Ve              | Sa              | Do              | Lu              | Ma              | Me              | Gi              | Ve              | Sa              | Do              | Lu              | Ma              | Me              | Gi              | Ve              | Sa              | Do              | Lu              | Ma              | Me              |                 |                 |
| Ottobre         | Gi              | Ve              | Sa              | Do              | Lu              | Ma              | Me              | Gi              | Ve              | Sa              | Do              | Lu              | Ma              | Me              | Gi              | Ve              | Sa              | Do              | Lu              | Ma              | Me              | Gi              | Ve              | Sa              | Do              | Lu              | Ma              | Me              | Gi              | Ve              | Sa              |                 |
| Novembre        | Do              | Lu              | Ma              | Me              | Gi              | Ve              | Sa              | Do              | Lu              | Ma              | Me              | Gi              | Ve              | Sa              | Do              | Lu              | Ma              | Me              | Gi              | Ve              | Sa              | Do              | Lu              | Ma              | Me              | Gi              | Ve              | Sa              | Do              | Lu              |                 |                 |
| Dicembre        | Ma              | Me              | Gi              | Ve              | Sa              | Do              | Lu              | Ma              | Me              | Gi              | Ve              | Sa              | Do              | Lu              | Ma              | Me              | Gi              | Ve              | Sa              | Do              | Lu              | Ma              | Me              | Gi              | Ve              | Sa              | Do              | Lu              | Ma              | Me              | Gi              |                 |